# Djinga
Djinga là một chi thực vật có hoa trong họ Podostemaceae.

## Loài
Chi Djinga gồm các loài: